# Nairobi Expressway
 Nairobi Expressway er en seks og fire sporet motortrafikvej der går igennem Kenyas hovedstad Nairobi.
Den er 27 km lang og åbnede for trafik den 14. maj 2022.
Vejen er en betalingsvej, det koster ca. Sh310 til Sh100 at køre på motortrafikvejen.
Vejen går mellem Mlolongo forbi Jomo Kenyatta International Airport og til Westlands.
Den er opført som et OPP projekt, hvor China Road and Bridge Corporation bygger og vedligeholder den i 27 år, hvor efter den kenyanske regering overtager vedligeholdelsespligten af den.
Vejen skal være med til at lette den tætte trafik i Nairobi Centrum, samt de omkringliggende forstæder.